# Новая Большая игра

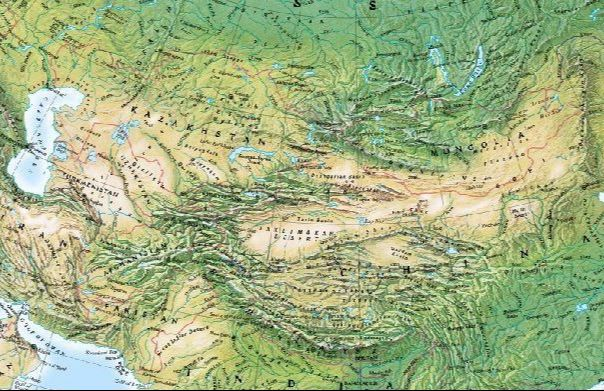
Центральная Азия

Новая Большая игра (англ. The New Great Game) — популярный в публицистической литературе термин для описания современной геополитики в Центральной Азии, на Ближнем Востоке, и в других пограничных регионах. Является аллюзией на так называемую Большую игру — соперничество в XIX в. между Британской и Российской империями за господство в Центральной Азии.
Термин получил широкую распространёность — от литературы до аналитических программ, появляется в книжных названиях, академических журналах, статьях новостей.
Многие авторы и аналитики говорят что эта новая «игра» основана на контроле за нефтью. Однако теперь, вместо того, чтобы бороться за реальный контроль над физическими территориями, «призом» являются выгодные контракты, маршруты трубопроводов, маршруты танкеров и т. п.
Через Портал WikiLeaks произошла утечка информации, согласно которой принц Эндрю, герцог Йоркский, поддерживает концепцию новой большой игры:

Мы снова в самой гуще Большой Игры... И на этот раз мы намерены победить!
Оригинальный текст (англ.)"were now back in the thick of playing the Great Game". More animated than ever, he stated cockily: “And this time we aim to win!”

## Понятие «Центральная Азия»
Ключевым компонентом «Новой Большой игры» стало соперничество за Центральную Азию. Термин «Центральная Азия» был введён немецким географом Александром Гумбольдтом в его одноимённом, написанном по-французски труде 1843 года (фр. Asie Centrale). В дореволюционной России и СССР вместо интернационального «центральная» использовалось русское слово «средняя» с тем же смыслом срединности местоположения. Российскими исследователями подмечено, что за пост-советской сменой названия стоит здоровое желание молодых независимых государств региона закрепить свой суверенитет и дистанцироваться, хотя бы терминологически, от территориальной гегемонии России  (понятие "Средняя" более географично, а "Центральная" может нести коннотации большей значимости — например, в судьбах мира).
В США новый интерес к понятию возник после ввода советских войск в Афганистан в декабре 1979 года. Администрация Рональда Рейгана опасалась, что СССР создаёт плацдарм для рывка к нефтегазовым ресурсам Персидского Залива.
Соединённые Штаты препятствовали планам советских коммунистов и поддерживали афганских моджахедов для ослабления позиций СССР. Поэтому американские эксперты 1980-х годов делали упор на важность появления у США опосредованного присутствия в регионе. Речь шла о необходимости выстраивания партнёрских отношений с Пакистаном и КНР.
В 1990-х годах термин «Центральная Азия» доработал американский политолог Майкл Мандельбаум. Он указал на отличие этого понятия от советской «Средней Азии». К Центральной Азии относятся бывшие советские республики Средней Азии, Казахстан, западные районы КНР (прежде всего — Синьцзян-Уйгурский автономный район), Афганистан, Пакистан, зона индо-пакистанского конфликта и Монголия. Это означало непризнание прав России на приоритетное партнёрство с республиками бывшего СССР. Администрация Уильяма Клинтона приняла рекомендации М. Мандельбаума в рамках «Стратегии национальной безопасности США» 1996 года.

## Энергетическая политика США
После распада Советского Союза в декабре 1991 г. США взяли курс на широкое проникновение в Центральную Азию. В 1993 г. администрация Клинтона инициировала проект ТРАСЕКА, предполагавший создание серии нефте- и газопроводов из Центральной Азии в обход России. В марте 1997 г. помощник президента США по национальной безопасности Сэмьюэл Бергер заявил, что Центральная Азия и Южный Кавказ становятся приоритетным направлением американской дипломатии. В августе 1997 г. США объявили Каспийское море зоной своих жизненных интересов. 3 августа 1999 г. Конгресс США принял «Акт о стратегии Шёлкового пути» (Silk Road Strategy Act), предусматривавший создание транспортных и энергетических коридоров на пространстве от границ КНР и стран Центральной Азии до Чёрного моря.
1 июля 1994 г. Турция ужесточила регламент прохода нефтеналивных судов через проливы Босфор и Дарданеллы. Это означало частичный пересмотр Конвенции Монтрё 1936 года, которая гарантировала свободу коммерческого судоходства через проливы. Это решение Анкары вело к удорожанию экспорта нефти через российский порт Новороссийск. Американский концерн «Unocal» начал в августе 1994 г. переговоры с Азербайджаном, Казахстаном и Туркменистаном о поиске альтернативных маршрутов транспортировки каспийской нефти. 29 октября 1998 г. на саммите в Анкаре президенты Азербайджана, Грузии, Турции и Узбекистана в присутствии министра энергетики США Уильяма Ричардсона подписали декларацию. Политическое решение было принято на Стамбульском саммите ОБСЕ 18 — 19 ноября 1999 года. Нефтепровод вступил в строй 4 июня 2006 г. Ключевой проблемой его функционирования оставалась хроническая недозагрузка нефти.
Дальнейшие проекты предусматривали строительство нефте- и газопроводов по дну Каспийского моря, однако до настоящего времени они находятся в замороженном состоянии из-за незавершённости споров о разделе Каспийского моря.

## Появление военного присутствия США
После начала антитеррористической операции в Афганистане США получили военное присутствие в Центральной Азии. 7 октября 2001 г. США и Узбекистан подписали соглашение об использовании военной базы Карши-Ханабад. 1 декабря 2001 г. последовало соглашение НАТО и Киргизии о создании военно-воздушной базы «Манас». Право промежуточной посадки самолётам коалиции предоставили также Таджикистан (аэропорты Куляб и Курган-Тюбэ) и Казахстан (аэропорт Луговой).
В начале 2002 г. США усилили присутствие в Центральной Азии. 13 марта 2002 г. США и Узбекистан подписали Декларацию о стратегическом партнёрстве и основах сотрудничества. 20 февраля 2002 г. к программе «Партнёрство ради мира» присоединился Таджикистан. 20 апреля 2002 г. коалиция впервые использовала в Афганистане истребители F-16 c авиабазы «Манас». 1 июля 2002 г. Центральная Азия была включена в зону ответственности специально созданного Центрального командования вооружённых сил США.
В середине 2002 г. США попытались расширить своё присутствие. На слушаниях в Сенате 27 июня 2002 г. помощники госсекретаря США Линн Паско и Лорн Крейнер выступили за расширение партнёрства со странами Центральной Азии. Речь шла о возможности подписания Соединёнными Штатами соглашения о военном партнёрстве с Узбекистаном, Казахстаном и, возможно, Таджикистаном. 26 августа 2002 г. газета «Вашингтон пост» опубликовала два амбициозных проекта администрации Дж. Буша-младшего: 1) подписание «антитеррористического пакта» с участием Афганистана, Пакистана, Узбекистана, Кыргызстана, США и, возможно, Таджикистана; 2) воссоздание Организации Центрального договора (СЕНТО), предназначенного для борьбы с транснациональным терроризмом.
Новый взгляд на роль Центральной Азии был закреплён в «Стратегии национальной безопасности США» (сентябрь 2002 г.). «Евразия» и Ближний Восток были объявлены в документе приоритетными регионами с точки зрения национальных интересов Соединённых Штатов. Европа была отодвинута на третью позицию. В документе утверждалось, что в Центральной Азии сосредоточены «вызовы и возможности» для Америки в новом веке. К первым относились транснациональный терроризм, радикализация ислама и наркотрафик. Ко вторым — наличие больших (хотя и недоказанных) запасов углеводородов и возможность ограничения влияния КНР.